# Gestalt terapija
Gestalt terapija (Gestalt psihoterapija) ili Perlsov tretman je iskustveni tretman koji nastoji potaknuti razvoj i rast ličnosti ponovnim uspostavljanjem svjesnih procesa. 
Razvijena je od Fritza Perlsa (1893. – 1970.), Laure Perls i Paula Goodmana.
Klijentu se pomaže da postane svjestan osjećaja kojih se odrekao i da prepozna osjećaje i vrijednosti koji su posuđeni od drugih, ali ih klijent percipira kao svoje. Suprotno psihoanalizi, ovaj oblik terapije usmjeren je na sada i ovdje.
Gestalt je humanistička/egzistencijalna terapija koja vjeruje da su ljudi rođeni s resursima i sposobnostima da budu u nagrađujućem kontaktu s drugim ljudima, i vode kreativan život, život koji ih zadovoljava. Međutim, često tijekom djetinjstva i nekada kasnije nešto prekine ovaj proces i osoba bude zaglavljena u fiksiranim obrascima i uvjerenjima o sebi koja im staju na put. Gestalt pomaže da istraže i otkriju kako su ovi obrasci još uvijek aktivni i utječu na sadašnji život osobe. Gestalt terapeuti pomažu klijentu u pronalaženju novih i kreativnijih načina za rješenje problema ili krize s kojom se suočavaju.  
( Phil Joyce & Charlotte Sills : "Vještine u gestalt savjetovanju i psihoterapiji" )

## Metode gestalt terapije
- Usredotočenost na ovdje i sada
- Igranje uloga
- Vođene fantazije
- Tehnike rada na tijelu
- Uporaba snova
- Druge metode

Jedan od najvažnijih zadataka gestalt terapeuta je da uveća svjesnost klijenta - svjesnost onoga što osjeća i misli, kako se ponaša, što se događa u njegovom tijelu i informacije o njegovim čulima; svjesnost o tome kako stvara kontakt - odnos s drugim ljudima, kako utječe na okolinu i kako okolina utječe na njega.
Osnovni principi u gestalt terapiji su: Ja-Ti, Što-Kako i Sada-Ovdje.
Ja-Ti odnos je neposredan, uzajaman i direktan odnos koji dozvoljava osobi da spozna svoju jedinstvenost.
Što-Kako upućuje na važnost procesa.
Ovdje-Sada fokusira na sadašnju svjesnost klijenta u kojoj sve što je bilo i što jeste je ono što se doživljava sada.
× Usredotočenost na ovdje i sada
Instrukcija "Što osjećate i ostanite s tim", koju terapeut govori klijentu, je instrukcija kojom se on ohrabruje da nastavi govoriti o onom što osjeća čime se razvija njegova sposobnost da proradi i probudi to osjećanje do kraja.
× Igranje uloga
U odigravanju ili igranju uloga od klijenta se traži da riječi ili misli pretvori u akciju. Postoje dva tipa igranja uloga. Jedan je kada klijent učestvuje u nekoj komunikaciji sa zamišljenim ili stvarnim osobama iz svog života-iz sadašnjosti ili prošlosti. Drugi je kada klijent otjelovljuje odbačene aspekte sebe, koji nisu u punoj svjesnosti. Terapeut može podržati klijenta da se direktno obrati osobi ili predložiti igranje uloga - tehnika 'prazna stolica'.
x Vođene fantazije
Uz pomoć Vođene fantazije klijent ponovno kreira događaj kako bi ostvario bolji kontakt s njim.
x Tehnike rada na tijelu
Tehnike rada na tijelu su tehnike pomoću kojih klijent osvješćuje svoje tjelesno funkcioniranje. 
x Rad na snovima
Postoje mnogi načini da se radi na snovima u terapiji. Nije potrebno da san bude kompletan. Sasvim je moguće raditi s dijelovima sna ili na osjećajima koje je klijent imao budeći se, posebno ono čega se sjeća često sadrži nezavršene poslove koji izbijaju na površinu. Iz perspektive Gestalta svaki aspekt, incident, tema ili proces u snu predstavlja neke aspekte klijenta i njegovog života. Stoga terapeut poziva klijenta da istraži san iz svakog kuta.
Sve nabrojane metode i tehnike se koriste u svrhu da klijent nauči razlikovati ponašanje koje zadovoljava njegovu potrebu od onoga koje to ne čini. Ono što liječi je svjesnost, odnosno otkrivanje načina na koji je ona bila blokirana.
*Petruška Clarkson: "Gestalt savjetovanje u akciji"
*Phil Joyce & Charlotte Sills: " Skills in Gestalt Counselling & Psychotherapy"